# Circonscription de Shirka
La circonscription de Shirka est une des 177 circonscriptions législatives de l'État fédéré Oromia, elle se situe dans la Zone Arsi. Sa représentante actuelle est Genet Abdela Mehamed. 